# 金木站

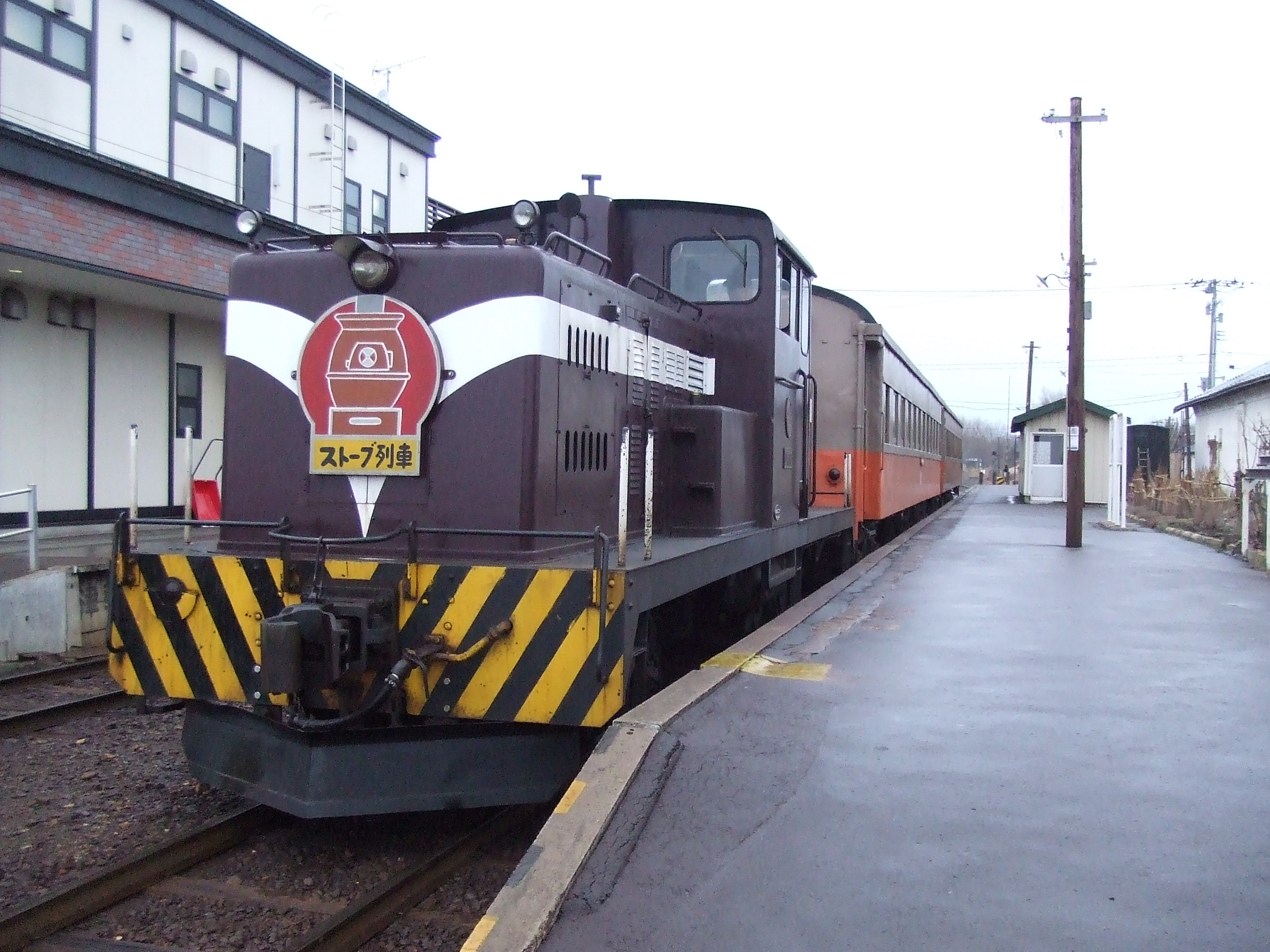
月台（2007年1月），停靠中的列車是「火爐列車」。

金木站（日语：／ Kanagi eki */?）是位於青森縣五所川原市金木町蘆野，津輕鐵道的津輕鐵道線車站

## 歷史
- 1930年
  - 7月15日 - 車站啟用[1]。
  - 10月4日 - 此站至大澤內站之間延伸，此站成為中途站[2]。
- 2003年12月25日 - 新車站大樓落成。大樓內附設金木交流廣場[3]。

## 車站構造
本站是地面車站，設有2面2線的相對式月台。本站是津輕鐵道線中唯一可進行列車交會的車站，站內設有臂板號誌機。此站是職員配置車站（整日有人車站）。站內設有「金木交流廣場」、站長事務室、售票櫃臺（營業時間:早上5時30分至下午9時10分），在售票櫃臺中會發售硬式車票（包括入場票與乘車票）。此站設有夜間停泊列車。

### 月台
| 月台 | 路線        | 方向             |
| ---- | ----------- | ---------------- |
| 1    | ■津輕鐵道線 | 津輕中里方向     |
| 2    | ■津輕鐵道線 | 津輕五所川原方向 |

### 車站大樓內設施
- 1樓 - 商店（營業時間:早上10時至下午4時）
- 2樓 - Poppo家（餐廳）（營業時間:早上10時至下午7時）

## 使用狀況
| 1日上下車人次變化 | 1日上下車人次變化 |
| 年度              | 1日平均人次       |
| ----------------- | ----------------- |
| 2011年            | 351               |
| 2012年            | 355               |
| 2013年            | 341               |
| 2014年            | 290               |
| 2015年            | 298               |

## 車站周邊
- 青森縣道101號金木停車場線（日语：青森県道101号金木停車場線）
  - 青森縣道2號屏風山內真部線（日语：青森県道2号屏風山内真部線）
    - 國道339號（日语：国道339号）
- 斜陽館 - 太宰治的出生地
- 津輕三味線會館
- 青森銀行金木分店
- 陸奧銀行金木分店
- 弘南巴士（日语：弘南バス）斜陽館前巴士站（五所川原 - 小泊線）
  - 巴士站距離車站約500米，步行7分鐘。
- JA津輕西北（日语：つがるにしきた農業協同組合） 津輕北部統括分店
- 金木郵局（日语：金木郵便局）
- 五所川原市政廳 金木廳舍（日语：五所川原市役所#金木総合支所）（前金木町（日语：金木町）公所）
  - 金木町商工會館
  - 金木町保健中心
- 弘前大學農學生命科學部附屬生物共生教育研究中心金木農場

## 相鄰車站
津輕鐵道
津輕鐵道線
嘉瀨－金木－蘆野公園

## 注腳
1. ↑  「地方鉄道運輸開始」『官報』1930年7月21日（國立國會圖書館數碼化資料）
2. ↑  「地方鉄道運輸開始」『官報』1930年10月11日（國立國會圖書館數碼化資料）
3. ↑  . RAIL FAN (鉄道友の会). 2004-03-01, 51 (3): 24 （日语）.
4. ↑  国土数値情報(駅別乗降客数データ)  （页面存档备份，存于）（日語） - 國土交通省，2019年7月4日參閲

## 外部連結
- 津輕鐵道株式會社 各站資訊 （页面存档备份，存于）（日語）